# Trinia biebersteinii
Trinia biebersteinii là một loài thực vật có hoa trong họ Hoa tán. Loài này được Fedor. miêu tả khoa học đầu tiên.